# Acacia oxycedrus
Acacia oxycedrus là một loài thực vật có hoa trong họ Đậu. Loài này được DC. miêu tả khoa học đầu tiên.

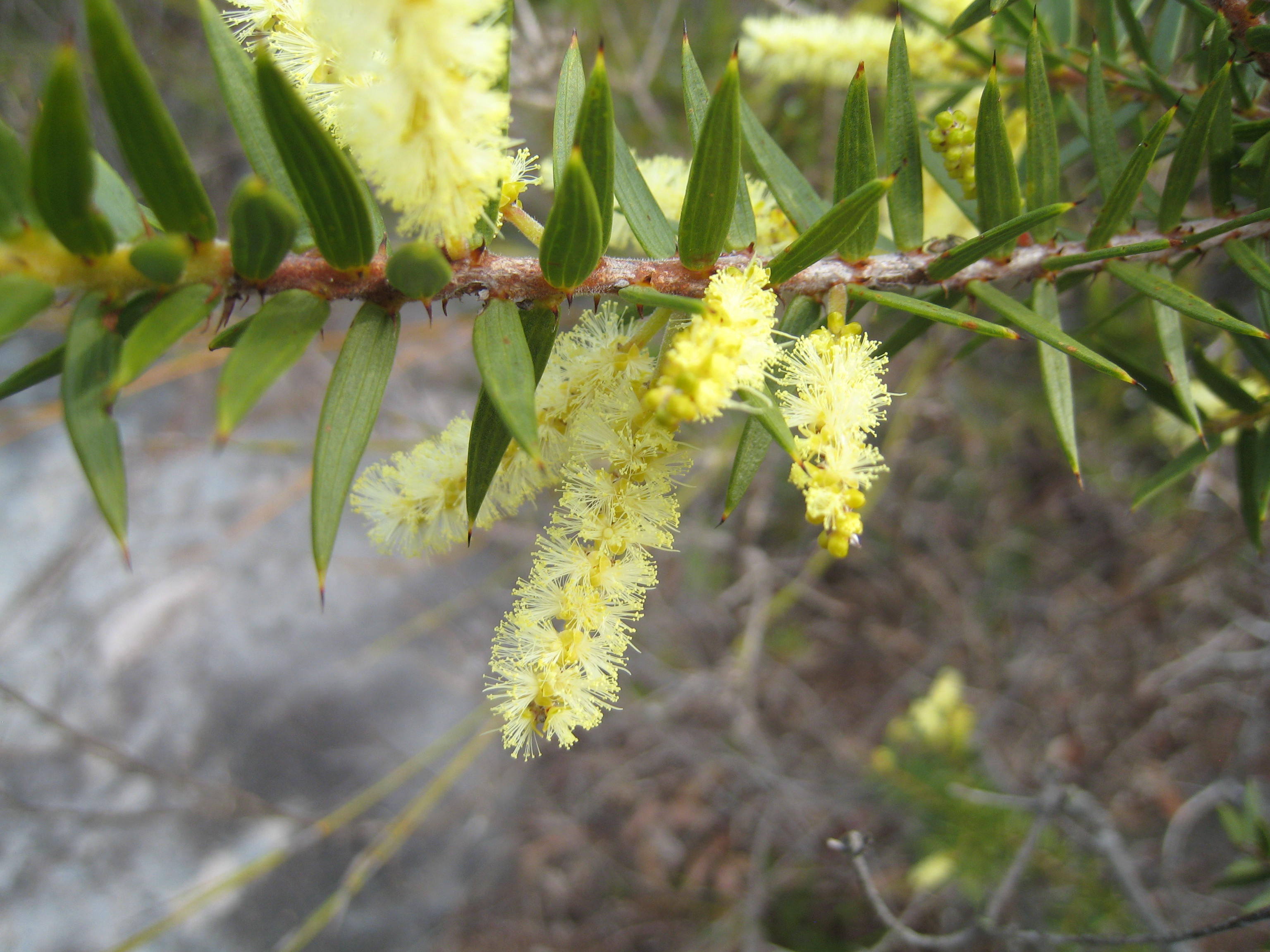
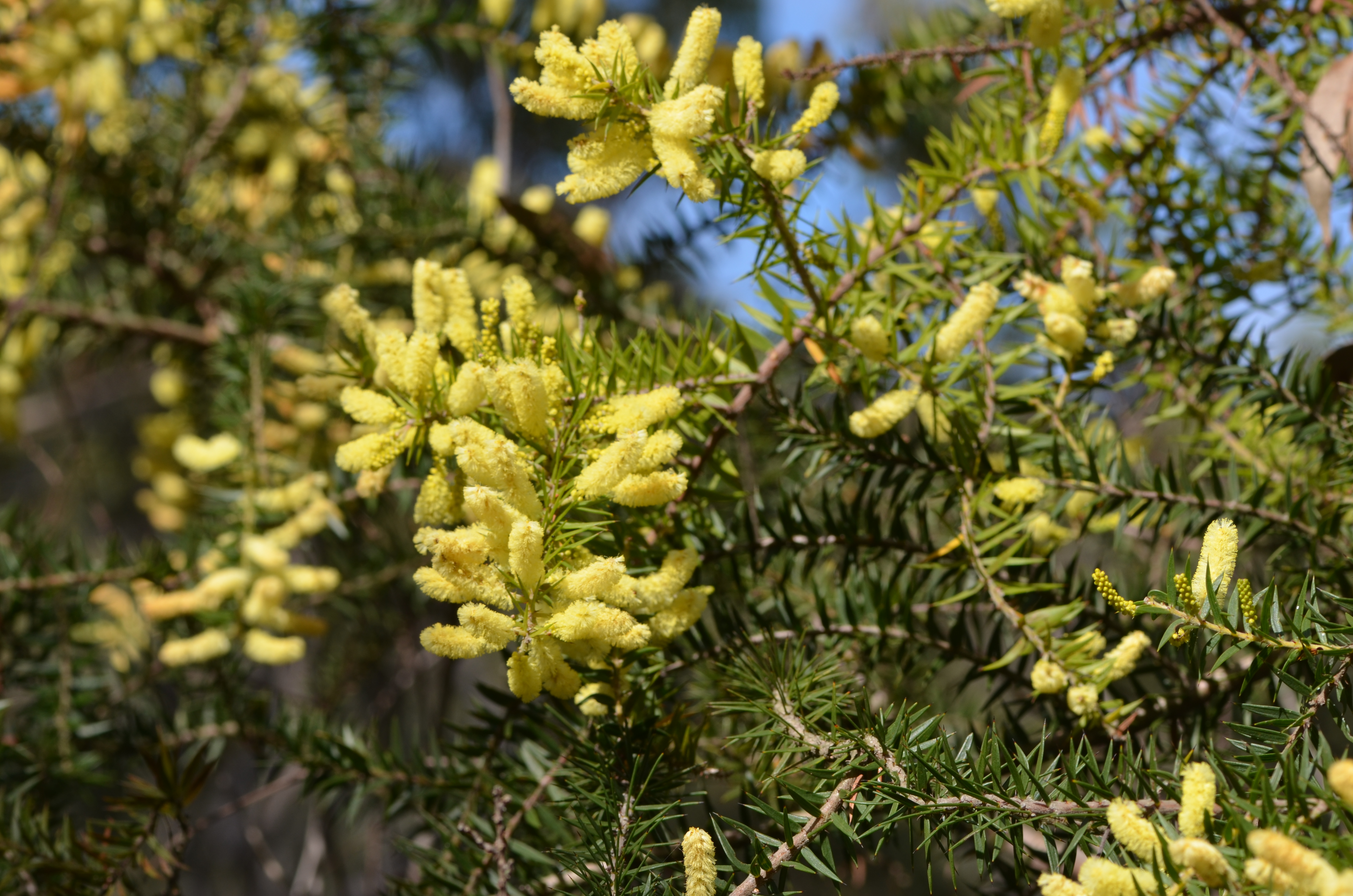
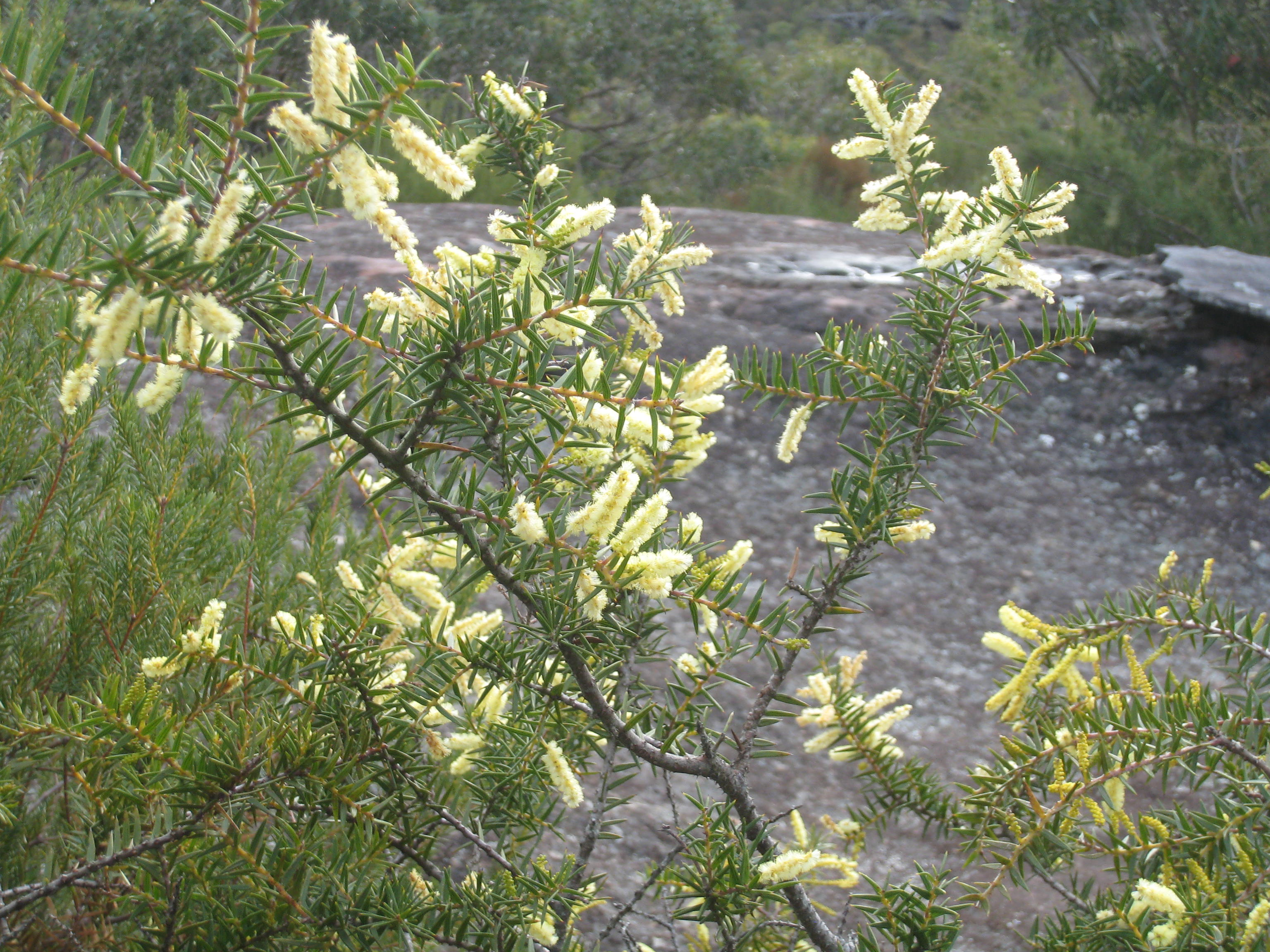
Ku-ring-gai Chase NP